# Гликаиш, Дьюла
Дьюла Гликаиш (венг. Glykais Gyula; 9 апреля 1893 — 12 июня 1948) — венгерский фехтовальщик, олимпийский чемпион.
Дьюла Гликаиш родился в 1893 году в Помазе. С 1912 года занялся фехтованием.
В 1927 году Дьюла Гликаиш стал чемпионом Венгрии и завоевал бронзовую медаль европейского первенства. В 1928 году на Олимпийских играх в Амстердаме он завоевал золотую медаль в командном первенстве на саблях. В 1929, 1930 и 1931 годах Дьюла Гликаиш выигрывал европейские первенства (впоследствии эти европейские первенства задним числом признали чемпионатами мира). В 1932 году на Олимпийских играх в Лос-Анджелесе опять завоевал золотую олимпийскую медаль.